# Vinnie Jones
Vinnie Jones, właśc. Vincent Peter Jones (ur. 5 stycznia 1965 w Watford) – walijski piłkarz i brytyjski aktor filmowy. Dziewięciokrotny reprezentant Walii.
Jako piłkarz grał w takich drużynach ligi angielskiej jak Wimbledon, Leeds United, Sheffield United, Chelsea oraz Queens Park Rangers. Był znany z ostrego, nierzadko wręcz brutalnego, stylu gry – wielokrotnie wyrzucano go z boiska. Zespół Wimbledonu, w którym grał w latach 80., nazywany był „szalonym gangiem” (crazy gang). W jego barwach w 1988 zdobył Puchar Anglii. W reprezentacji Walii Jones, urodzony w Anglii, zagrał dzięki pochodzeniu swych przodków. Mimo niewielkiej liczby spotkań w reprezentacyjnym trykocie został nawet kapitanem walijskiej drużyny narodowej.
Jako aktor zadebiutował w 1998 w filmie Guya Ritchiego Porachunki. Ma na swym koncie kilkadziesiąt występów filmowych (m.in. 60 sekund, Przekręt, Mecz ostatniej szansy, Kod dostępu, Eurotrip, Nocny pociąg z mięsem). Niemal zawsze jest obsadzany w rolach twardzieli, nierzadko bandytów czy zbirów.
Wziął udział w kampanii społecznej dotyczącej pierwszej pomocy.

## Filmografia
- 1998: Porachunki (Lock, Stock and Two Smoking Barrels) jako Wielki Chris
- 2000: Przekręt (Snatch) jako Kulozębny Tony
- 2000: 60 sekund (Gone in 60 Seconds) jako Sphinx
- 2001: Kod dostępu (Swordfish) jako Marco
- 2001: Mecz ostatniej szansy (Mean Machine) jako Danny Meehan
- 2004: Wielki skok (The Big Bounce) jako Lou Harris
- 2004: Eurotrip jako Mad Maynard
- 2005: Zatopieni (Submerged) jako Henry
- 2005: Druga połowa (The Other Half)) jako trener
- 2006: Ona to on (She's the Man) jako trener Dinklage
- 2006: Wrobiony (Played) jako detektyw Brice
- 2006: X-Men: Ostatni bastion jako Cain Marko/Juggernaut
- 2006: Garfield 2 (Garfield: A Tail of Two Kitties) jako Rommel (głos)
- 2007: Potępiony (The Condemned) jako McStarley
- 2008: Na samo dno (Loaded) jako pan Black
- 2008: Hell Ride jako Billy Wings – 666 M.C.
- 2008: Nocny pociąg z mięsem (The Midnight Meat Train) jako Mahogany
- 2009: Rok pierwszy (Year One) jako Sargon
- 2011: Zabić Irlandczyka (Kill the Irishman) jako Keith Ritson
- 2012: Madagaskar 3 jako pies Freddie (głos)
- 2012: Ogień zwalczaj ogniem (Fire with Fire) jako Boyd
- 2012: Freelancers jako Sully
- 2013: Plan ucieczki (Escape Plan) jako Drake
- 2013: Company of Heroes: Oddział bohaterów jako Brent Willoughby
- 2015: Sześć dróg do śmierci (6 Ways to Sundown) jako John Doe
- 2016: Siedmiu wspaniałych (The Magnificent Seven)

### Seriale TV
- 2005: Statyści (Extras) w roli samego siebie
- 2010: Chuck jako Karl Stromberg
- 2011: The Cape jako Scales
- 2013: Elementary jako Sebastian Moran
- 2014: Świry (Psych) jako Ronnie Ives
- 2014: Muszkieterowie (The Musketeers) jako Martin Labarge
- 2014: Gry umysłu (Minds Games) jako Isaac Vincent
- 2015–2018: Arrow jako Danny „Brick” Brickwell
- 2015–2016: Galavant jako King Gareth
- 2016: MacGyver jako John Kendrick
- 2018: Deception jako Gunter Gustafsen
- 2019: Agenci NCIS: Los Angeles jako Ricky Dorsey
- 2021: Law & Order: Organized Crime jako Albi Briscu
- 2024: The Gentlemen jako Geoff Seacombe